# 潘祖同
潘祖同（1829年—1902年），字桐生，號谱琴，晚號歲可老人。江苏吴县（今苏州市）人，祖籍安徽歙縣，清朝翰林、诗人。
出身苏州大阜潘氏文献世家，祖父潘世恩，父潘曾莹，從弟潘祖荫。咸豐六年（1856年）进士，選翰林院庶吉士，國史館協修戶部左侍郎，因科場案罢官，充军新疆。自此歸田以書畫、收藏古籍自娛。家有藏書樓“竹山堂”“歲可堂”，藏書至4萬餘卷，皆手自校讎一遍，分四部而藏。藏書印有“舊史氏”、“還讀書堂”、“梅逸道人”、“吟蘭書屋圖記”、“祖孫父子兄弟叔侄翰林之家”、“同是天涯淪落人”等。著有《竹山堂聯話》、《竹山堂隨筆》、《竹山堂詩補》及《竹山堂詩文集》等。